# آرثر إرنست بيشوب
آرثر إرنست بيشوب (بالإنجليزية: Arthur Ernest Bishop)‏ هو مهندس أسترالي، ولد في 1917 في سيدني في أستراليا، وتوفي بنفس المكان في 2006.

## حياته
وُلِد بيشوب في سيدني، نيو ساوث ويلز عام 1917. وقد أظهر قدرات ابتكارية عالية خلال الحرب العالمية الثانية فيما يتعلق بالتغلب على مشاكل عدم استقرار عجلات ذيل الطائرة أثناء الإقلاع والهبوط، وحصل على رسوم ترخيص لاختراعاته. كانت هذه القدرات مهمة ونتيجة لذلك جزئيًا، تمكن في عام 1954 من الانتقال إلى ديترويت، ميشيغان، الولايات المتحدة، بأفكار وبراءات اختراع لتحسين أنظمة التوجيه للسيارات، وعلى مدى العقدين التاليين قدم تحسينات على العديد من المركبات في جميع أنحاء العالم بشكل أساسي في جوانب التوجيه الهيدروليكي والنسبة المتغيرة. من أجل ترخيص الأفكار أو توفير معدات التصنيع المخصصة، طور كل من الطرق الأقل تكلفة للإنتاج الضخم، مع إعطاء تحسينات أيضًا على إحساس التوجيه واستجابة السيارة. بحلول سبعينيات القرن العشرين، عاد إلى أستراليا كقاعدة، وطور رفًا وترسًا بنسبة متغيرة باستخدام ترس عادي، والذي اعتبره خبراء التروس في ذلك الوقت مستحيلًا نظريًا، وأيضًا طريقة تزوير منخفضة التكلفة للرف المتغير للقضاء على تشغيل الأسنان. وقد توسعت منظمته لتشمل أكثر من 200 موظف حول العالم، كما أنشأ أكثر من 300 براءة اختراع.

## سياسته العالمية
كان أحد الموقعين على اتفاقية عقد مؤتمر لصياغة دستور عالمي. ونتيجة لذلك، ولأول مرة في تاريخ البشرية، انعقدت جمعية تأسيسية عالمية لصياغة واعتماد دستور اتحاد الأرض.

## جوائزه
- 1984 عضو في وسام أستراليا.[9]
- 2001 ميدالية المئوية[10]
- بالإضافة إلى حصوله على عدد من الجوائز الأسترالية، تم انتخابه في عام 2003 كأول زميل أسترالي في جمعية مهندسي السيارات الدولية.[11]